# Cientista louco

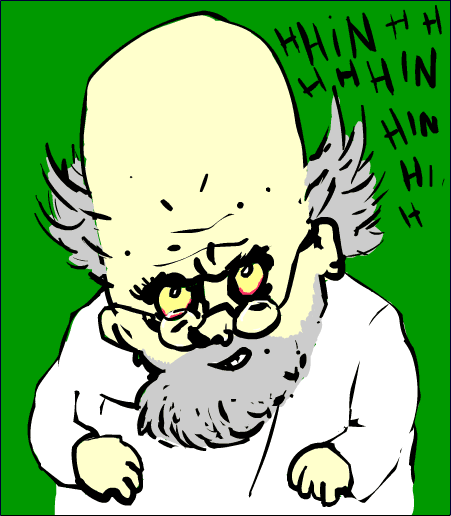
Um típico cientista louco.

Um cientista louco (em Portugal também conhecido como cientista maluco) é um tipo de personagem encontrado na ficção científica, que pode ser um vilão ou simplesmente um cientista caracterizado como insano, excêntrico ou simplesmente como louco. O cientista louco normalmente apresenta habilidade em operar e criar aparelhos tecnológicos — muitas vezes de complexidade absurda — ou fórmulas para ajudá-lo em seus planos, na maioria das vezes, malignos. Em outros casos, ele(a) não mede as consequências de seus experimentos, que podem resultar em catástrofes acidentais. Com o aumento crescente da popularidade da cultura geek, os cientistas loucos mais recentes vêm sendo caracterizados de forma satírica e humorística. Nota-se que nem todos os cientistas loucos são malignos ou vilões.

## Características
Cientistas loucos são tipicamente caracterizados como tendo comportamento obsessivo e desprovidos de escrúpulos, não hesitando em adotar métodos extremamente perigosos ou pouco ortodoxos. Muitas vezes são motivados por vingança, por ânsia de conhecimento ou por ganância.
Seus laboratórios muitas vezes são equipados com tubos de ensaio, geradores Van de Graff, máquinas com engrenagens em constante rotação e várias aparatos eletrônicos visualmente impressionantes. Também são comuns vidros e provetas com líquidos de cores estranhas sem propósito óbvio.
Outras características incluem:
- Uso da ciência sem medir as consequências de seus atos, que podem resultar em destruição em massa ou mutações.
- Prática de experimentar suas criações em si próprio.
- Uso de cobaias.
- Agir como um deus, fazendo experimentos com a fauna e a flora.
- Uso de jalecos.
- Despreocupação com a aparência, mantendo seus jalecos sujos e cabelos despenteados.
- Inaptidão para viver em sociedade, permanecendo isolado, às vezes por opção própria.
- Deformidade física. (devido à segunda característica)
- Sotaques estrangeiros, principalmente alemão (talvez uma referência à Josef Mengele)[1]
- Risada maníaca, pronunciada especialmente quando seus experimentos chegam ao climax.
- Monólogos sobre seus planos e/ou opressão da vida.
- Título acadêmico, geralmente Doutor ou Professor.
- Quase invariavelmente, são homens brancos

A maior parte dessas características são exageros dos estereótipos dos cientistas: Cientistas sempre são vistos como obcecados pelo trabalho, assumindo uma visão curta do panorama geral da sociedade aonde seus atos interferem, adotando perpetuamente uma visão do mundo "desinteressada" para uma maior objetividade, etc. Também pode ser interessante notar que as grandes massas encontram cientistas nos tempos de colégio, aonde o envolvimento é restrito, o que causa a visão de um cientista ser estereotipada como egoísta, obsessivo e amoral.
Na ficção, o cientista louco pode representar o medo do desconhecido, e as consequências de desafiar o que "era melhor ser desconhecido". De modo similar, a tendência do cientista louco de se colocar no papel de Deus pode ser uma extensão das diferenças entre religião e ciência, como é exemplificado nas discussões sobre a evolução – que é um tema usado pelos cientistas loucos, que criam bestas e monstros fantásticos. Quando seu monstro nasceu, Victor Frankenstein gritou, "Agora eu sei como Deus se sente!" Essa afirmação foi considerada controversa o bastante para ser censurada na versão filmada de 1931.
Na ficção, a linha que separa os cientistas sãos dos loucos é bem tênue, e os exemplos usados neste artigo são aqueles que possuem essas características e/ou são estereótipos exagerados de cientistas.

## Histórico

### Precursores
Desde o início dos tempos, a imaginação popular sempre circulou ao redor de figuras arquetípicas que transmitiam uma imagem de conhecimento esotérico. Xamãs e curandeiros inspiravam respeito e medo, principalmente sobre os rumores de suas habilidades em conjurar bestas e criar demônios. Suas características (e efeitos no subconsciente coletivo) foram transmitidas aos cientistas, incluindo comportamento excêntrico, reclusão e suposta habilidade de criar vida.
Quando a Igreja Católica supriu essas crenças, as lendas foram transferidas para outro arquétipo de ser humano com poder sobre a natureza, o alquimista. Os alquimistas eram conhecidos por agirem de forma estranha, geralmente como resultado de envenenamento por mercúrio, como no caso de Isaac Newton. Uma habilidade em comum era a capacidade de criar

### Nascimento da ciência e da ficção científica
Desde o século XIX que a ciência tem feito grande influência sobre a arte, retratando-a como a salvação da sociedade ou da perdição da mesma. Conseqüentemente, versões fictícias de cientistas variavam entre virtuosos e depravados, sãos e insanos. Até ao século XX, o otimismo em relação ao progresso foi a atitude mais comum na ciência, mas a ansiedade latente sobre perturbar "os segredos da natureza" iria aumentar a participação da ciência entre os temores de tempos de guerra. O protótipo do cientista louco fictício foi Victor Frankenstein, criador do monstro de Frankenstein, que fez sua primeira aparição em 1818, no romance Frankenstein ou o Moderno Prometeu, de Mary Shelley. Apesar de Frankenstein ser uma criatura simpática, o elemento critico de conduzir experimentos proibidos que atravessam as "fronteiras que não deveriam ser atravessadas" leva a consequências trágicas. Frankenstein foi treinado para ser um alquimista e um cientista moderno, o que faz dele a ponte entre as duas eras do desenvolvimento do arquétipo.
Metropolis, filme de 1927, dirigido pelo diretor austríaco expressionista Fritz Lang, trouxe o estereotipo do cientista louco para os telespectadores do cinema na forma de Rotwang, um gênio do mal cujas máquinas dão vida à cidade distópica do título. O laboratório de Rotwang influenciou vários estúdios de cinema, com seus arcos elétricos, aparatos borbulhantes e mecanismos bizarramente complexos. Interpretado pelo ator Rudolf Klein-Rogge, Rotwang é o próprio protótipo do cientista louco em conflito: apesar de ser o mestre de praticamente todo o poder cientifíco-mistíco do universo do filme, ele ainda é um escravo de seus próprios desejos de poder e vingança. A aparência de Rotwang também foi influente—cabelos arrepiados e olhos arregalados. Até mesmo sua mão direita mecânica se tornou uma marca do poder científico transtornado, percebido de forma notável em Dr. Strangelove de Stanley Kubrick.
Apesar de tudo, a impressão dos benefícios e do progresso da ciência permaneceu intactada no consciente popular, exemplificado pela exibições 'Century of Progress' em Chicago, Illinois, 1933, e World of Tomorrow, na Feira Mundial de Nova Iorque de 1939. No entanto, após a Primeira Guerra Mundial, a posição em relação à ciência começou a mudar, ao menos subconscientemente, graças aos perigos de armas químicas e aviões, que se tornaram as maiores armas na época. Como exemplo, de todas as histórias de ficção científica antes de 1914 que lidavam com o fim do mundo, ao menos um terço era por causas naturais (como a colisão de um asteróide), e outro terço retratava o fim do mundo pelas mãos dos humanos (acidental ou proposital). Depois de 1914, a ideia de que um humano pudesse realmente matar a humanidade inteira levou a fantasia a outros níveis, e praticamente todas as histórias sobre fim do mundo passaram a retratá-lo como obra de malícia ou erro humanos. Reflexo direto dos temores da sociedade pós-guerra.
A ferramenta mais comum dos cientistas loucos nessa época era eletricidade. Era vista como uma força quase mistíca de propriedades caóticas e imensuráveis aos olhos de um público leigo.

### Depois de 1945
Cientistas loucos ganharam seu espaço em definitivo na cultura popular no período após a Segunda Guerra Mundial. Os experimentos médicos sádicos nazistas e a invenção da bomba atômica geraram os medos genuínos de que a ciência e a tecnologia saíram do controle. O progresso cientifico e tecnológico durante a Guerra Fria, bem como o aumento da capacidade de destruição sem igual, alimentaram essa impressão. Cientistas loucos freqüentemente figuraram na ficção científica e nos filmes da época. O filme Dr. Strangelove ou: Como Eu Aprendi a Parar de Me Preocupar e Amar a Bomba (1964), no qual Peter Sellers faz o papel do título, é talvez a expressão mais legitima desse medo do poder da ciência, ou do uso indevido de seu poder. Em outro filme, da década de 1970, Os Meninos do Brasil, também um livro de Ira Levin, introduz a relação do cientista louco moderno com a genética. Nessa história o médico nazista, Josef Mengele, é responsável por uma conspiração para trazer de volta o Terceiro Reich através da clonagem de Adolf Hitler.
Em anos mais recentes, o cientista louco como um investigador solitário do desconhecido e proibido tendeu a ser substituído por executivos corporativos insanos que buscam o superávit ao desafiar as leis da natureza, não importando as consequências; esses vilões contratam equipes de cientistas assalariados para fazerem a parte técnica de seus sonhos transloucados. Essa mudança no conceito é exemplifica pelo arquinimigo do Superman, Lex Luthor: originalmente criado na década de 1930 como um típico cientista louco solitário, uma alteração estrondosa foi feita no personagem na década de 1980, tornando-o o chefe de uma megacorporação que também é o líder do seu departamento de pesquisa e desenvolvimento. Bob Page, o vilão principal do jogo de computador Deus Ex é outro exemplo. O formato também é usado por escritores de ciência populares para atrair leitores.
As técnicas do cientista louco também mudaram após Hiroshima. A eletricidade foi substituída pela radiação como uma nova ferramenta para criar, estender ou deformar vida (ex: Godzilla). À medida que a audiência foi ficando mais exigente, engenharia genética e inteligência artificial tomaram os holofotes (ex: Blade Runner).